# Ophiostigma rugosum
Ophiostigma rugosum är en ormstjärneart som beskrevs av Hubert Lyman Clark 1918. Ophiostigma rugosum ingår i släktet Ophiostigma och familjen trådormstjärnor. Inga underarter finns listade i Catalogue of Life.